# Lluís Solà i Escofet
Lluís Solà i Escofet (Badalona, 1900-1961) va ser un sociòleg i economista català.
Fill del doctor Baldomer Solà i Seriol, el 1920 va entrar a treballar a la Caixa d'Estalvis i Pensions de Barcelona, on després d'ocupar diversos llocs, va ser ascendit al càrrec de subdirector general i secretari del consell d'administració. La seva feina es va centrar en l'estalvi popular i la previsió social, uns temes sobre els quals sempre va divulgar impartint conferències, assistint a congressos i publicant nombrosos llibres i articles.
Profundament catòlic, va ser prefecte de la Congregació de la parròquia de Santa Maria de Badalona, president de l'Associació d'Exalumnes dels Germans Maristes i vocal del Círcol Catòlic, a més de col·laborador de la revista Aubada.
Des de 1973 porta el seu nom una plaça de la ciutat, al entorn de la qual, hi ha els pisos de la Caixa construïts al solar de l'antiga fàbrica de can Mercader, al barri de Casagemes.